# Polyommatus carteri
Polyommatus carteri är en fjärilsart som beskrevs av Harrison 1928. Polyommatus carteri ingår i släktet Polyommatus och familjen juvelvingar. Inga underarter finns listade i Catalogue of Life.